# Backhaul
En el ámbito de las telecomunicaciones, una red de retorno (traducción al español del inglés backhaul) es la porción de una red jerárquica que comprende los enlaces intermedios entre el núcleo (o backbone), y las subredes en sus bordes.
Puede materializarse en una conexión entre computadoras u otros equipos encargados de hacer circular información.
Las redes de retorno conectan redes de datos, redes de telefonía celular, y otros tipos de redes de comunicación, además de ser usadas para interconectar redes entre sí utilizando diferentes tipos de tecnologías alámbricas o inalámbricas.
Un ejemplo de red de retorno, lo constituye un radio enlace que conecta una estación base transceptora con el núcleo (o backbone), en una red de teléfonos móviles.
En las redes inalámbricas es la parte más importantes de esta, ya que es el Core de la red. Esto nos indica que la red posee una parte esencial (fibra óptica, radios, antenas, etc.) para que pueda realizar las comunicaciones necesarias. "Mobile backhaul " es el medio por el que las estaciones celulares se conectan al centro de conmutación del operador móvil sobre una variedad de medios.